# Hugo Lahtinen
Hugo Jalmari Lahtinen (Tampere, 29 de novembre de 1891 – Tampere, 29 de desembre de 1977) va ser un atleta finlandès que va competir a començaments del segle xx.
El 1920 va prendre part en els Jocs Olímpics d'Anvers, on disputà tres proves del programa d'atletisme. En el pentatló guanyà la medalla de bronze, en el salt de llargada fou dinovè, mentre en el decatló es va veure obligat a abandonar.
Quatre anys més tard, als Jocs de París,fou sisè en la competició del decatló del programa d'atletisme. El 1922 fou campió nacional de decatló.

## Millors marques
- 400 metres. 51.7" (1913)
- 400 metres tanques. 1' 02.4" (1919)
- Salt de llargada. 7.00 metres (1914)
- Triple salt. 13.67m (1915)[2]